# パレゾー
パレゾー （Palaiseau）は、フランス、イル・ド・フランス地域圏、エソンヌ県のコミューン。
6世紀にフランス王領となり、18世紀に再び王領となった。シャルトル＝パリ間の主要道上にある。鉄道の到来によって19世紀に産業革命が起きた。よって労働者階級の町となり、バンリュー・ルージュ（fr、パリ郊外に広がる共産主義色の濃い自治体の総称）の一部をなした。1995年までフランス共産党出身の市長を出しており、現在も強力な左翼志向のコミューンである。
現在、コミューンにはグランゼコールのエコール・ポリテクニーク、エコール・シュペリウール・ドプティック（fr）、国立先端技術学校の校舎がある。また、国立航空工学研究所（fr）、ダノンやタレス・グループの研究所がある。

## 由来

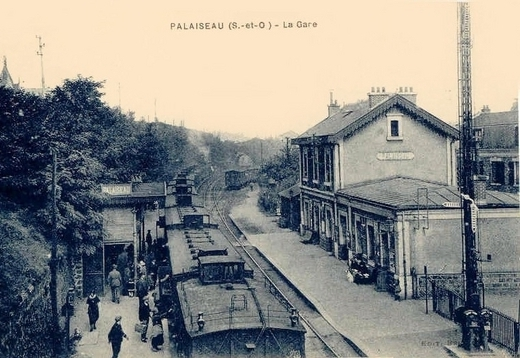
20世紀初頭のパレゾー駅

ラテン語で宮殿を意味するPalatoliumより派生した。フランク王キルデベルト王の王城を指す言葉であったとされる。時にPalaizeauとつづられることもある。

## 歴史
キルデベルト1世の小さな城は、後にクローヴィス2世の妻バティルドが3人の息子たち（そのうち1人はクロタール3世）を連れて移り住んだ。城の近くには、聖ワンドリユが建てたという修道院があった。
754年7月25日、ピピン3世（小ピピン）はパレゾーの領地をサン＝ジェルマン＝デ＝プレ修道院へ寄進した。この領地には現在のパレゾーのコミューン域のみならず、オルセー、ビュール＝シュル＝イヴェット、ジフ＝シュル＝イヴェット、サン＝レミ＝レ＝シュヴルーズ、サクレー、ヴォーアラン、ヴィルボン＝シュル＝イヴェットのコミューン域も含まれた。修道院に支払われる税金は重要な収入だった。
1262年にパレゾー領主が死んだため、ルイ9世はパレゾーを義理の娘であるジャンヌ・ル・ブランへ与えた。15世紀にル・ブラン家が断絶すると、アルヴィル家に嫁いでいた最後の当主の姉が継承した。アルヴィル家は一時パレゾーをイングランド貴族に奪われるものの、1436年に回復し、この家系は18世紀まで続いた。
17世紀、ルイ13世はパレゾーを侯爵領に昇格させた。1652年、パレゾーは黒死病流行にみまわれた。1758年に領主権がルイ15世に買い上げられるが、1760年にサン令嬢が王と領地を交換して新たな領主となった。1765年に令嬢が死ぬと、彼女の縁者であるコンデ公ルイ5世が継承した。彼はパレゾーとパレゾー城をフランス革命まで所有した。
1845年、ソー線の工事が始まり1846年に開通した。1854年には路線はオルセーまで伸び、パリ・オルレアン鉄道と連結された。シャルトル＝パリ間の中継地点となったパレゾーは、パリジャンにとってアクセスしやすい場所となった。最初ジョルジュ・サンドやデュマ・フィス、シャルル・ペギーといった文筆家が、次は無名の富裕階級の人々が丘陵や谷に住宅を建てた。
1870年、パレゾーにガス灯工場ができた。同年9月、普仏戦争で35,000人のプロイセン軍がパレゾーを占領し、1871年3月まで居座った。この出来事で要塞による町の防衛の必要性を感じ、イヴェット川の谷を見下ろす位置にパレゾー要塞と砲台が設置された。
1880年、ソー線がグランド・サンチュールと接続されたことで、パレゾーは交通のハブ地となった。
1913年、電気の灯りが町にもたらされたが、第一次世界大戦でパレゾーは傷を負ってしまった。第二次世界大戦でもナチス・ドイツに占領され、ドイツ国防軍の大隊が2つ駐留し、親衛隊(SS)がヴィルボン＝シュル＝イヴェット城に駐留した。1944年8月、ルクレール師団が町を解放した。
パリのバンリュー・ルージュとしてパレゾーの町は成長し、エソンヌ北西部の焦点となった。

## 交通
- 道路 - A10
- 鉄道 - RER B線、RER C線

## 姉妹都市
- ウンナ、ドイツ

## 出身者
- ジョゼフ・バラ - フランス革命期の人物